# Vergelijking van Van der Waals
De toestandsvergelijking van van der Waals, ook gekend als de vanderwaalsvergelijking, is een vergelijking in de thermodynamica en de fysische chemie die het fysische gedrag van niet-ideale gassen in benadering beschrijft. Zij vormt een correctie op de algemene gaswet. Zij geeft voor gassen en vloeistoffen een verband tussen de temperatuur, de druk, de stofhoeveelheid en een aantal moleculaire eigenschappen van de betreffende stof. De vergelijking is genoemd naar de Nederlandse fysicus Johannes van der Waals (1837-1923), die als eerste een derdegraads toestandsvergelijking afleidde, waarmee zowel de vloeistof- als de gaseigenschappen kunnen worden berekend. Hiervoor ontving hij in 1910 de Nobelprijs voor Natuurkunde.

## Aanpassing van de algemene gaswet

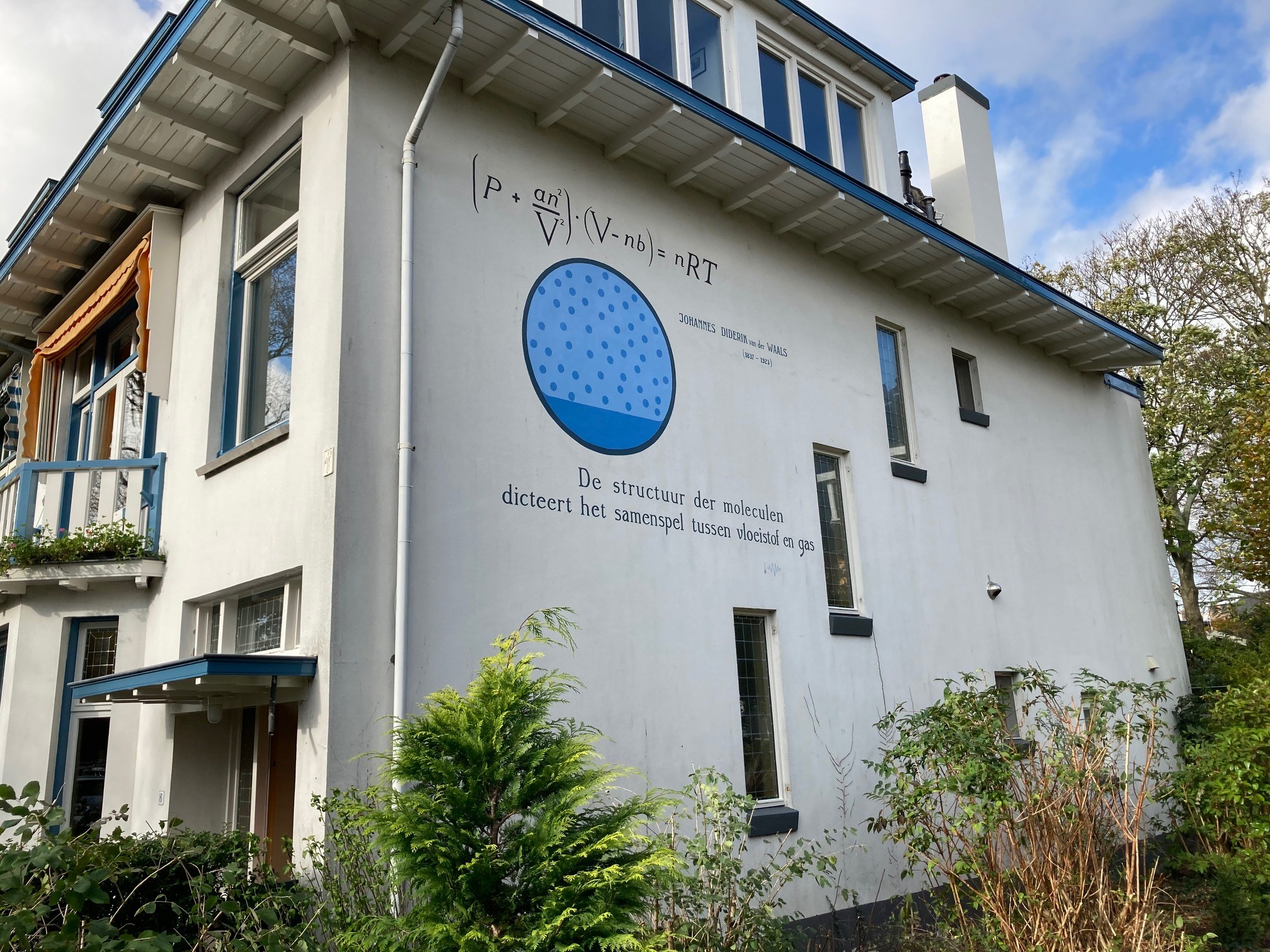
Gaswet op een muur in Leiden

Van der Waals begreep dat de algemene gaswet slechts kon gelden voor zeer verdunde gassen, waarbij de afmetingen van en de aantrekkingskracht tussen de moleculen te verwaarlozen zijn. Er geldt voor een ideaal gas:
{\displaystyle P={\frac {nRT}{V}}}
of
{\displaystyle P={\frac {RT}{v}}}
met het molaire volume:
{\displaystyle v={\frac {V}{n}}}
Bij hogere gasdichtheid worden de wisselwerking tussen en de afmetingen van de moleculen echter belangrijk. Ten eerste zag hij in dat moleculen minder vrije ruimte hebben om in te bewegen dan het volume van het vat. De moleculen bewegen niet in volume {\displaystyle v} maar in het gereduceerd volume {\displaystyle v-b}. De term {\displaystyle RT/v}wordt dan {\displaystyle RT/(v-b)}. En tevens, zo veronderstelde hij, oefenen de moleculen een onderlinge aantrekkingskracht uit. Immers, als de moleculen nog dichter opeen komen, vormen zij een vloeistoffase. Maar, zo redeneerde hij, als ze elkaar aantrekken, dan moet de druk lager zijn. Immers als een molecuul richting de wand beweegt, zullen de andere moleculen het afremmen, voordat het ongehinderd tegen de wand botst. Ergo, een molecuul uit een verdicht gas botst minder hard op de wand. De uiteindelijke vergelijking werd hierdoor:
{\displaystyle p={\frac {RT}{v-b}}-{\frac {a}{v^{2}}}}
met
{\displaystyle v={\frac {V}{n}}},
of
{\displaystyle p={\frac {nRT}{V-nb}}-{\frac {an^{2}}{V^{2}}}},
gewoonlijk geschreven als
{\displaystyle \left(p+{\frac {n^{2}a}{V^{2}}}\right)(V-nb)=nRT}
Hierin is:
- {\displaystyle p} de druk in pascal
- {\displaystyle R} de gasconstante (= 8,314472 J·K−1mol−1)
- {\displaystyle T} de temperatuur (in K)
- {\displaystyle v=V/n} het molaire volume (= totale volume {\displaystyle V} van het vat gedeeld door de hoeveelheid {\displaystyle n} gas en/of vloeistof in mol)
- {\displaystyle n} hoeveelheid gas en/of vloeistof (in mol)
- {\displaystyle b} het zogenaamde covolume (= 4 keer het volume van de moleculen zelf, gedeeld door de hoeveelheid gas en/of vloeistof in mol)
- {\displaystyle a} de interactie-energie in J·m3·mol−2.

Voor stikstof geldt bijv: {\displaystyle a=0{,}137}  J·m3·mol−2 en {\displaystyle b=0{,}0387} liter·mol−1 = 3,87·10−5 m3·mol−1
Waarden van {\displaystyle a} en {\displaystyle b} voor veel stoffen zijn te vinden in het CRC Handbook of Chemistry and Physics.
Voor de {\displaystyle pV}-isothermen ({\displaystyle p} als functie van {\displaystyle V}) zie Kritische temperatuur.
In 1910 ontving Van der Waals hiervoor de Nobelprijs, omdat hij als eerste inzag dat voor een gas en een vloeistof dezelfde wetten gelden.

## Ontwikkeling tijdens de 20e eeuw
De vergelijking van Van der Waals werd in het begin van de 20e eeuw frequent toegepast. Maar al gauw bleek dat voor berekeningen van gas- en vloeistofeigenschappen deze vergelijking toch nog te onnauwkeurig was. Met name de vloeistofdichtheid was meestal te laag. In eerste instantie werd alleen de tweede term in de vergelijking van Van der Waals veranderd met behoud van het kwadratische karakter van de vergelijking. Dit voornamelijk omdat het weinig rekenwerk vergde en men vasthield aan eenvoudige vergelijkingen. De eerste oriëntaties aan niet-kwadratische toestandsvergelijkingen deden Dietrici en Berthelot. Modificaties van de vergelijking van Van der Waals die het kwadratische karakter behouden, zijn onder andere de Peng-Robinson-vergelijking en de Redlich-Soave-Kwong-vergelijking.
Met de komst van de computer zijn veel ingewikkelder vergelijkingen afgeleid en opgesteld, die zowel de eerste als de tweede term in de vergelijking van Van der Waals verbeterden. Tot de nieuwe ontwikkelingen behoren de vergelijkingen die zijn afgeleid uit moleculaire dynamische berekeningen, waaronder bijvoorbeeld de PC-SAFT-vergelijking. Toch is het grondbeginsel dat Van der Waals publiceerde hetzelfde gebleven, namelijk dat de druk van een gas wordt veroorzaakt door twee factoren. De ene factor houdt rekening met de afstotende kracht (repulsie) tussen moleculen wanneer zij dicht bij elkaar komen. De andere factor kwantificeert de afname van de druk door de onderlinge aantrekkingskrachten (attractie) tussen de moleculen. De vergelijking van Van der Waals wordt heden ten dage vrijwel alleen voor didactische doeleinden gebruikt.

## Activiteitsmodellen
Een geheel andere benadering voor het beschrijven van fasenevenwichten maakt gebruik van een activiteitsmodel. Een van de eerste ontwikkelingen hierin staat op naam van Johannes van Laar (1860-1938), een leerling van Van der Waals. Hij leidde uit de vergelijking van Van der Waals een activiteitsmodel af, de zogenaamde vergelijking van Van Laar.